# Kung Fu Panda 2
Kung Fu Panda 2 è un film d'animazione del 2011 diretto da Jennifer Yuh; prodotto dalla DreamWorks Animation e distribuito dalla United International Pictures (Paramount Pictures).
Secondo capitolo del franchise e sequel di Kung Fu Panda (2008). Jack Black, Dustin Hoffman, Angelina Jolie, Jackie Chan, Lucy Liu, David Cross, Seth Rogen e James Hong riprendono i loro ruoli del primo film, con l'aggiunta di Gary Oldman, Michelle Yeoh, Jean-Claude Van Damme e Victor Garber.
Guillermo del Toro, estimatore della saga, risulta come produttore esecutivo data la sua collaborazione al lungometraggio. Acclamato da critica e campione di incassi, la pellicola ha ottenuto diversi riconoscimenti, tra cui una nomination agli Oscar 2012 al miglior film d'animazione e al BAFTA nella stessa categoria (poi persi a favore di Rango).

## Trama
Tanto tempo fa, nell'antica Cina, i pavoni governavano benevoli la città di Gong Ming; essi portarono pace e prosperità nella città, inventando i famosi fuochi d'artificio, ma il loro unico figlio, Lord Shen, vedeva nei fuochi d'artificio un potere molto più oscuro.
Lord Shen trasformò ciò che aveva portato colore e gioia in qualcosa di tenebroso e distruttivo. Disperati per il comportamento del loro figlio, i sovrani consultarono un'anziana divinatrice, che rivelò loro che se lui avesse continuato per quel sentiero oscuro sarebbe stato sconfitto da un guerriero nero e bianco.
Il malvagio pavone intuì che il guerriero bianco e nero fosse un panda e tentò di cambiare il suo destino ordinando al suo feroce esercito di lupi di sterminare tutti i panda del regno. Shen tornò a casa aspettandosi le lodi dei genitori per aver combattuto contro il destino, ma essi rimasero sconvolti dall'orribile crimine commesso dal figlio e così lo cacciarono via da Gong Ming per sempre. Prima di abbandonare la città, tuttavia, giurò che sarebbe ritornato, e che quel giorno tutta la Cina si sarebbe chinata ai suoi piedi.
Vent'anni dopo, nel presente, Po protegge la valle con l'aiuto dei Cinque Cicloni, ovvero Tigre, Scimmia, Vipera, Gru e Mantide. Un giorno Po viene chiamato dal maestro Shifu in una grotta vicino al Palazzo di Giada. Là, egli rivela al panda la prossima fase del suo addestramento, ovvero trovare la pace interiore, come lui stesso aveva fatto il giorno in cui Po era diventato il guerriero dragone.
Durante la conversazione irrompe però Tigre, che rivela al guerriero dragone che un branco di lupi è al villaggio per rubare il metallo per costruire l'arma di Shen. Giunti in soccorso degli abitanti del villaggio, il capo dei lupi si stupisce di vedere un panda ancora vivo credendo fino a quel momento che non ve ne fossero più. I guerrieri riescono infine a cacciare via i banditi, ma proprio quando Po si sta scagliando sull'ultimo avversario nota uno strano simbolo e ha una visione di sua madre che lo abbandona da piccolo. Il lupo ne approfitta e lo colpisce fuggendo via con il metallo.
Po va al ristorante da suo padre, il signor Ping, a chiedergli spiegazioni su questo vago ricordo del suo passato. Allora Ping, seppur riluttante, inizia a dirgli la verità: in realtà Po, quando era piccolo, venne ritrovato in un cesto di ravanelli da lui stesso, che poi decise di adottarlo; il papero cercò a lungo i suoi genitori, ma di loro non trovò nessuna traccia. Il racconto non tranquillizza Po, che vorrebbe sapere altro del suo passato cominciando ad avere dubbi su chi egli sia in realtà.
Nel frattempo, alla città di Gong Ming, sorvegliata dai maestri Rino Tuonante, Bue Infuriato e Croc, Shen porta la sua arma, un cannone, e uccide Rino Tuonante, catturando Bue Infuriato e Croc e prendendo possesso della città. La notizia arriva anche al maestro Shifu, che ordina a Po e ai cicloni di salvare la città. Prima di partire il panda incontra suo padre, il quale cerca di convincerlo a non andare perché potrebbe non tornare più, sentendo una minaccia terribile incombente. Tigre però lo rassicura, promettendogli che suo figlio ritornerà.
Nel corso del viaggio gli eroi si ritrovano su una zattera, dove Po sogna il simbolo che aveva visto in precedenza. Cerca così di trovare la sua pace interiore, come suggerito dal maestro Shifu, ma non riesce a trovarla. Tigre sente i suoi lamenti infuriati e si propone di allenarsi insieme a lui: questa gli domanda se c'è qualcosa che lo tormenta, ma il panda scaccia subito la domanda spiegando che in quanto guerrieri cose del genere non li possono fermare. Sentendo la discussione, anche gli altri cicloni domandano se fosse successo qualcosa, ma ormai gli eroi sono giunti a Gong Ming.
La divinatrice, tenuta in custodia da Shen, afferma che la profezia non è cambiata: il pavone sarà sconfitto da un guerriero bianco e nero. La previsione sembra iniziare ad avverarsi quando il capo dei lupi giunge avvertendo il suo signore dell'esistenza di un panda, al che Shen sembra essere preso dal terrore. Nella città, Po e i cinque cicloni passano inosservati travestiti da dragone di Capodanno e liberano una pecora dall'attacco di uno dei lupi, la quale rivela loro che i due maestri Bue Infuriato e Croc sono rinchiusi nella prigione di Gong Ming. Si recano quindi lì, ma i due eroi non hanno intenzione di combattere contro Shen, altrimenti raderà al suolo la città.
Mentre Po cerca di convincerli, vengono sorpresi da alcuni lupi e, nel rocambolesco inseguimento tra lui e il capo dei lupi per le vie della città, vengono fatti prigionieri e portati al cospetto di Shen. Davanti al pavone, Po e i cicloni riescono a sfuggire all'arma grazie a Mantide, ma il panda non sa il motivo per cui lui è destinato a sconfiggere il pavone.
Durante il combattimento tra i due, Po scopre che il simbolo che sognava da giorni era in realtà lo stemma di Shen e vede nuovamente sua madre che lo abbandona e vede anche che in quell'occasione era presente anche il pavone. Preso di nuovo dalla distrazione, Po lascia sfuggire Shen, che tenta di distruggere il castello dove ora sono intrappolati gli eroi.
Grazie al suggerimento di Tigre, i cinque cicloni riescono a fuggire dal tetto e si rifugiano nella prigione di Gong Ming, dove Tigre chiede spiegazioni a Po sul perché ha lasciato fuggire Shen. Il panda non glielo vuole dire e dopo alcuni inutili tentativi di andarsene, Po rivela che il pavone era presente la notte in cui sua madre lo abbandonò e che proprio lui sa chi è veramente e da dove viene. Dopo aver sentito ciò, Tigre lo abbraccia e lo convince a restare nella prigione per non vederlo morire.
La divinatrice, intanto, tenta ancora invano di fermare Shen, ma lui non ne vuole sapere e la lascia andare ritenendola ormai non più utile per i suoi scopi.
I cicloni cercano di fare esplodere la base di Shen, ma sono costretti ad interrompere il piano quando scoprono che Po è all'interno per combattere il pavone. Una volta faccia a faccia, il panda chiede spiegazioni su che cosa era successo in quella notte in cui sua madre lo lasciò. Shen mente, dicendogli che i suoi genitori non lo amavano e lo hanno abbandonato, prima di sparargli con il suo cannone. Po viene colpito e scaraventato lontano nel fiume, ma si salva grazie ad un coperchio di metallo che attutisce il colpo.
Il panda viene trovato e curato dalla divinatrice, la quale lo invita a non resistere agli incubi che sono in realtà ricordi: Po ricorda che durante l'attacco ai panda per ordine di Shen, i suoi genitori furono costretti ad abbandonarlo per metterlo in salvo dalla morte. La divinatrice rivela che Shen verrà sconfitto da un guerriero bianco e nero come lui, dicendogli di non dare alcuna importanza al passato, ma di scoprire chi davvero vuole essere. Po decide infine di tornare a Gong Ming, dove i suoi amici sono imprigionati e stanno per essere giustiziati da Shen mentre la sua flotta si prepara alla conquista della Cina.
Po giunge sul posto liberando i suoi amici, che tentano di fermare le navi, anche con l'aiuto di Bue Infuriato e Croc, usciti dalla prigione e convinti da Shifu, anche lui presente in battaglia, ad aiutare gli eroi.
Quando la battaglia sembra ormai vinta per Po, Shen ordina al capo dei lupi di sparare, ma il lupo, non volendo ferire i suoi compagni, si rifiuta. Così Shen lo uccide e spara un colpo di cannone verso Po che però viene spinto via da Tigre che si prende il colpo al suo posto, ma tutti gli altri combattenti rimangono feriti. Mentre Shen inizia a partire con la sua flotta, Po si erge su una barca capovolta nella baia come ultimo baluardo. Il pavone ordina di fare fuoco su di lui. Grazie al ritrovamento della sua pace interiore, Po riesce a respingere i colpi, distruggendo la flotta rimanente. Il panda raggiunge Shen per tentare di convincerlo a dimenticare il passato, come ha fatto lui, ma il pavone, furente, lo rifiuta e dopo un breve combattimento muore venendo schiacciato dalla sua stessa arma.
Alla fine Po decide di essere ciò che vuole, quindi ritorna a casa deciso a rimanere con Ping, non sapendo che il suo padre biologico si è salvato dallo sterminio e vive, insieme ad altri panda sopravvissuti, in un luogo sperduto fra le montagne.

## Personaggi
- Po: il panda gigante eroe del film. Grasso, pigro e maldestro come nell'episodio precedente, ma grazie a ciò che ha imparato nella sua lotta contro Tai Lung, è diventato ben più agile, forte e astuto.
- Maestro Shifu: panda rosso, immortale è il saggio maestro di Po. Dopo essersi convinto delle qualità del panda, è diventato molto più premuroso nei suoi confronti.
- Tigre è una tigre che è stata adottata dal maestro Shifu da piccola, nel primo film sottovaluta Po perché crede che non sia un bravo guerriero ma dopo scopre che ne è degno e quindi lo rispetta. Tigre è molto orgogliosa, fredda, forte, astuta e leale. In questo film diventa più dolce e protettiva verso Po.
- I Cinque Cicloni: Tigre, Scimmia, Vipera, Gru e Mantide, sono gli aiutanti e amici di Po. Inoltre, Tigre, dopo averlo sottovalutato nel primo film, è diventata la sua migliore amica.
- Lord Shen: pavone bianco, è l'antagonista principale del film. È l'unico figlio del re e della regina pavone che regnavano sulla città di GongMing. È molto raffinato, colto e intelligente, però anche perfido, crudele, spietato, diabolico e assetato di potere, tanto da sembrare completamente folle in certi momenti. Vuole conquistare prima la Cina e in seguito tutto il mondo con l'aiuto dei suoi speciali cannoni, armi di sua invenzione, con i quali vuole anche cancellare il kung fu. Nel profondo del suo cuore porta un grande dolore di cui non riesce a liberarsi. Quando è ancora un ragazzo viene avvertito dalla divinatrice che sarà sconfitto da un guerriero bianco e nero. Shen, per impedire che la profezia si avveri, ordina ai suoi fedeli lupi di uccidere tutti i panda. Per tale atto, Shen viene bandito da GongMing e solo dopo vent'anni ritornerà per compiere la sua vendetta. In quel tempo suo padre e sua madre, hanno perso la vita. Shen è convinto che i suoi genitori, lo avessero sempre odiato e che non gli avessero mai voluto bene, ma la divinatrice replica che il contrario, nell'averlo bandito, il dolore li ha portati alla morte. Shen comunque non intende fermarsi e sembra che il fatto di essere stato bandito, lo abbia fatto completamente impazzire. Ma nella battaglia finale con Po e i suoi amici, muore schiacciato dalla sua stessa invenzione. Combatte usando guang-dao, delle armi da lancio a forma di penna e delle lame. Usa lo stile Cai Li Fo. Non è un esperto di strategia militare perciò non è lui il generale del suo esercito, ruolo che ha assegnato al Capo Lupo.
- Capo dei lupi: il generale dell'esercito di lupi al servizio di Shen e antagonista secondario del film. È un buon comandante militare, coraggioso e brutale ma non è molto intelligente. È il braccio destro di Shen. Durante il combattimento con Po, i maestri e i Cinque Cicloni, Shen gli ordina di sparare dal cannone, ma lui si rifiuta per lealtà nei confronti del suo esercito e Shen lo uccide con una delle sue lame.
- Maestro Rino Tuonante: rinoceronte  e grande maestro di kung fu che difende la città di GongMing. Nonostante la sua forza e abilità, viene ucciso dal cannone di Shen. All'ingresso del palazzo preso da Shen sul terreno c'è una scia profonda causata dal suo cannone e il martello di Rino Tuonante mezzo rotto usato come bandiera.
- Maestro Bue Infuriato: maestro di arti marziali, rispettivamente un bue, era il figlio del maestro bue tempestoso uno degli allievi di Rino tuonante, difende con lui la città. Viene sconfitto da Shen ed imprigionato, assieme a Croc. Ma grazie a Shifu entra in battaglia.
- Maestro Croc: maestro di arti marziali, rispettivamente un coccodrillo, era il figlio del maestro coccodrillo uno degli allievi di Rino Tuonante, difende con lui la città. Viene sconfitto da Shen ed imprigionato, assieme a Bue. Ma grazie a Shifu entra in battaglia.
- La Divinatrice: è una saggia capra anziana veggente, un tempo al servizio del re e della regina pavone, successivamente risponde alle domande di Lord Shen. Non approva il modo di agire di quest'ultimo, tuttavia, nonostante tutto, non prova odio nei suoi confronti, anzi, cerca di indurlo alla ragione. È praticamente la sostituta del Maestro Oogway in questo seguito.
- Mr. Ping: è un'oca cignoide. Ha due grandi amori: Po e la cucina. Ha trovato Po quando era un cucciolo e ha deciso di crescerlo come figlio suo. Dopo avergli rivelato una parte della verità sulle sue origini, ha paura di perderlo.
- Li Shan: Appare alla fine in un tempio all'aperto, è il padre biologico di Po. Dopo aver detto Mio figlio è vivo si alza guardando il piccolo villaggio di panda che ha portato in salvo dallo sterminio del malvagio Lord Shen.

## Produzione
Dopo l'uscita di Kung Fu Panda nel 2008, la DreamWorks pianificò un secondo lungometraggio d'animazione col titolo provvisorio di Pandamoneum e sarebbe stato realizzato con la tecnologia 3D-stereoscopica, usata dai tempi di Mostri Contro Alieni (2009). La regia venne affidata a Jennifer Yuh Nelson, collaboratrice creativa del primo film, divenendo la prima donna coreana a dirigere un film d'animazione occidentale (nonché suo film d'esordio). Per sensibilizzare ulteriormente la produzione alla cultura cinese, la regista, insieme al CEO DreamWorks Jeffrey Katzenberg e ad altri membri della troupe, visitò la città di Chengdu.
Jonathan Aibel e Glenn Berger, sceneggiatori del primo film, sono tornati a scrivere e co-produrre il sequel, con la consulenza creativa di Charlie Kaufman e di Guillermo del Toro.
Il budget del film ammonta a circa 150 milioni di dollari.

## Distribuzione

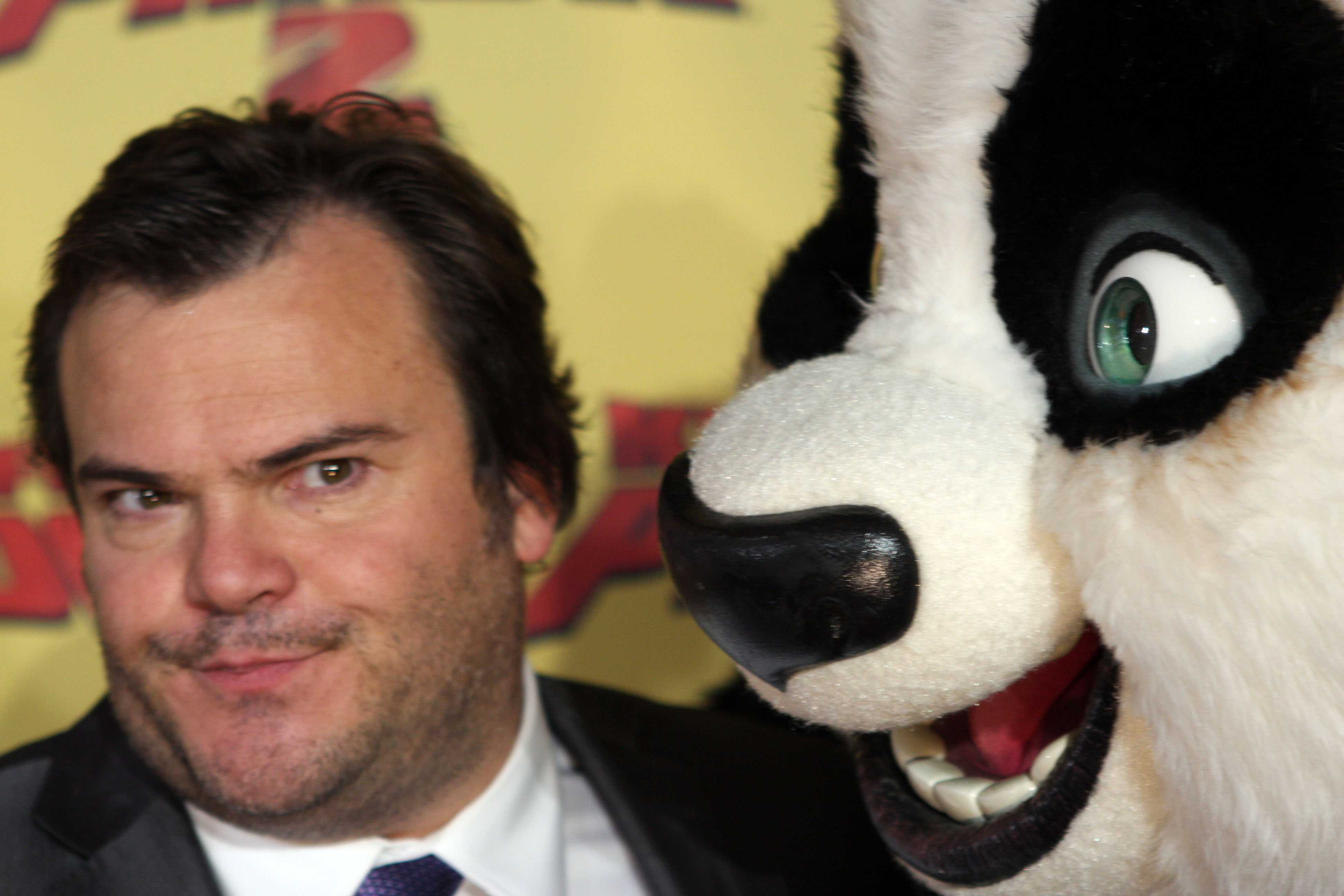
Jack Black e Po nel giugno 2011, alla première di Sidney

Il 22 maggio 2011 è stato presentato in anteprima al Grauman's Chinese Theatre di Hollywood.
Dopo la presentazione fuori concorso al Festival di Cannes 2011, il film è stato distribuito nelle sale cinematografiche statunitensi il 26 maggio 2011 e in quelle italiane il 24 agosto 2011.

### Edizione italiana
La direzione del doppiaggio e i dialoghi italiani sono a cura di Francesco Vairano, per conto della Cast doppiaggio srl; l'edizione italiana vede il ritorno di tutto il cast del primo film, a cui si aggiunge Massimo Lodolo come Lord Shen. Questo film è stato anche l'ultimo in cui Danilo De Girolamo ha doppiato Gru; è morto il 9 maggio 2012 per un infarto.

## Accoglienza

### Incassi
Il film ha avuto un budget di 150000000 $. Gli incassi totali sono stati di 665692281 $. Kung Fu Panda 2 è il sedicesimo film d'animazione che ha incassato di più nella storia del cinema e l'ottavo film d'animazione della Dreamworks ad aver incassato di più al botteghino. Inoltre in Cina e nel Sud-est asiatico ha avuto un grande successo, ad esempio in Vietnam dove è riuscito a battere per numero di biglietti venduti Avatar di James Cameron.

### Critica
ll film è stato accolto favorevolmente dalla critica cinematografica, colpita soprattutto dall'accuratezza degli scenari e dalla storia, ed è considerato un sequel degno del primo film. Sul sito Rotten Tomatoes ha una valutazione del gradimento del 82% con un voto medio di 6,9/10 basato su 186 recensioni che implica: "La narrazione del film potrebbe per i fan essere familiare all'originale, ma Kung Fu Panda 2 offre tanta azione, commedia e altrettanto epico compenso visivo", su Metacritic ha un punteggio del 67 su 100 con la base di 31 recensioni che indica "recensioni generalmente favorevoli".

## Riconoscimenti
- 2012 - Premio Oscar
  - Nomination Miglior film d’animazione a Jennifer Yuh
- 2012 - Saturn Award
  - Nomination Miglior film di animazione
- 2011 - Critics' Choice Movie Award
  - Nomination Miglior film d'animazione
- 2011 - Satellite Award
  - Nomination Miglior film d'animazione o a tecnica mista
- 2012 - Annie Award
  - Miglior regia a Jennifer Yuh
  - Miglior scenografia a Raymond Zibach
  - Nomination Miglior film d'animazione
  - Nomination Miglior recitazione a Gary Oldman
  - Nomination Miglior recitazione a James Hong
  - Nomination Migliori effetti animati a Dave Tidgwell e Jason Mayer
  - Nomination Miglior animazione dei personaggi a Dan Wagner e Pierre Perifel
  - Nomination Miglior montaggio a Clare De Chenu
  - Nomination Miglior storyboarding a Gary Graham e Philip Craven
- 2012 - People's Choice Awards
  - Nomination Miglior voce animata a Jack Black
- 2011 - San Diego Film Critics Society Awards
  - Nomination Miglior film d'animazione
- 2011 - St. Louis Film Critics Association
  - Nomination Miglior film d'animazione a Jennifer Yuh
- 2011 - Teen Choice Awards
  - Nomination Miglior doppiaggio a Jack Black
- 2011 - Visual Effects Society
  - Nomination Migliori effetti animati a Melissa Cobb, Alex Parkinson, Jennifer Yuh e Raymond Zibach
- 2012 - ASCAP Award
  - Top Box Office Films a Hans Zimmer e John Powell
- 2011 - Central Ohio Film Critics Association Awards
  - Nomination Miglior film d'animazione
- 2011 - Evening Standard British Film Awards
  - Nomination Successo dell'anno
- 2012 - Kids' Choice Award
  - Nomination Miglior film d'animazione
  - Nomination Miglior doppiaggio a Jack Black
- 2012 - Golden Reel Award
  - Nomination Miglior montaggio sonoro
- 2012 - PGA Award
  - Nomination Miglior produttore a Melissa Cobb
- 2012 - Alliance of Women Film Journalists
  - Nomination Miglior film d'animazione a Jennifer Yuh
  - Nomination Miglior regista femminile a Jennifer Yuh
  - Nomination Miglior personaggio femminile (Tigre) a Angelina Jolie
- 2011 - Awards Circuit Community Awards
  - Nomination Miglior film d'animazione
- 2012 - Behind the Voice Actors Awards
  - Miglior cast
  - Miglior performance femminile a Angelina Jolie
  - Nomination Miglior performance maschile a Gary Oldman
- 2011 - Denver Film Critics Society
  - Nomination Miglior film d'animazione
- 2011 - Golden Schmoes Awards
  - Nomination Miglior film d'animazione
- 2011 - Houston Film Critics Society Awards
  - Nomination Miglior film d'animazione
- 2011 - IGN Summer Movie Awards
  - Nomination Miglior film d'animazione
- 2011 - International Film Music Critics Award
  - Nomination Miglior colonna sonora originale per un film d'animazione a Hans Zimmer e John Powell
- 2012 - Italian Online Movie Awards
  - Nomination Miglior film d'animazione a Jennifer Yuh
- 2012 - Online Film & Television Association
  - Nomination Miglior film d'animazione a Melissa Cobb
  - Nomination Miglior performance fuoricampo a Gary Oldman
- 2012 - Online Film Critics Society Awards
  - Nomination Miglior film d'animazione
- 2011 - Utah Film Critics Association Awards
  - Nomination Miglior film d'animazione
- 2011 - Village Voice Film Poll
  - Nomination Miglior film d'animazione
- 2011 - Women Film Critics Circle Awards
  - Nomination Miglior film d'animazione femminile
- 2011 - World Soundtrack Awards
  - Nomination Compositore dell'anno a Hans Zimmer e John Powell

## Altri media
Dal film è stato tratto un videogioco omonimo, uscito nel 2011 per Nintendo DS, PlayStation 3, Wii, Xbox 360.

## Sequel
Dopo il film è uscito un altro sequel intitolato Kung Fu Panda 3 (2016). Il sequel di quest'ultimo, Kung Fu Panda 4, è stato invece annunciato per l'8 marzo 2024.